# Centraal Massief
Het Centraal Massief (Frans: Massif central) is een hooggelegen gebied in het centraal-zuidelijke deel van Frankrijk, bestaande uit bergen en plateaus.
Het massief is vooral ontstaan door vulkanisme en opheffing (of epeirogenese) van oudere gesteentes. Het vulkanisme begon circa 20 miljoen jaar geleden en eindigde voor zover uitbarstingen betreft 5840 jaar geleden, plusminus 120 jaar. In het Centraal Massief liggen meer dan 400 uitgedoofde vulkanen, meer dan waar ook ter wereld. Bekende bronnen zijn die bij Vichy en Mont-Dore.
De regio vormde lange tijd een barrière voor het transport binnen Frankrijk. Sinds de opening van de snelweg A75 is niet alleen noord-zuid verkeer gemakkelijker geworden, maar is ook het Centraal Massief zelf gemakkelijker bereikbaar geworden. Het toenemend toerisme zorgt voor inkomen in de streek en profiteert van de erkenning als Werelderfgoed door de UNESCO van de uitgedoofde vulkanen van de Chaîne des Puys en de Causses-Cévennes.

## Departementen
Delen van volgende departementen worden gerekend tot het Centraal Massief: Allier, Ardèche, Aude, Aveyron, Cantal, Corrèze, Creuse, Gard, Hérault, Rhône, Tarn, Tarn-et-Garonne, Haute-Loire, Haute-Vienne, Loire, Lot, Lozère en Puy-de-Dôme.

## Steden
De grootste steden bevinden zich in de noordelijke helft van het massief en zijn Clermont-Ferrand en Saint-Étienne. Andere belangrijke steden zijn onder meer Aurillac, Mende, Millau, Le Puy-en-Velay, Rodez en Thiers.

## Fysische geografie

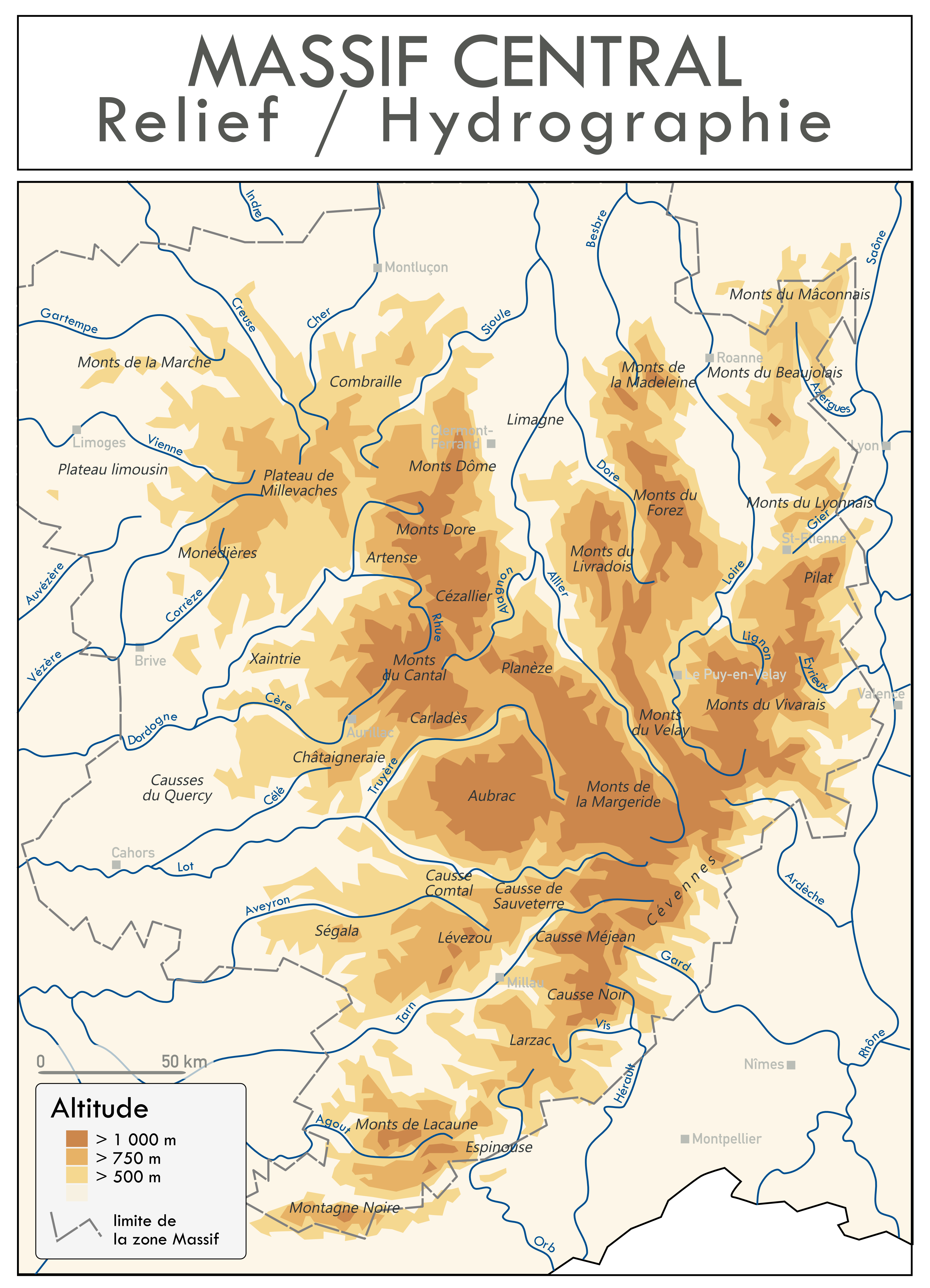
Reliëfkaart met enkele submassieven aangeduid

Het Centraal Massief bestaat uit verschillende sub-massieven, waaronder:
- Chaîne des Puys (of Monts Dôme), nabij Clermont-Ferrand, met onder andere de Puy de Dôme
- Monts du Forez
- Monts de la Madeleine
- Monts Dore, overblijfsel van één grote stratovulkaan, met de Puy de Sancy als hoogste top van het Centraal Massief
- Cantalgebergte, overblijfsel van één grote stratovulkaan
- Monts de la Margeride
- Monts du Lyonnais
- Monts du Vivarais en het Pilat massief
- Cevennen
- Montagne Noire

Verder zijn er nog wat lagere gebergtes die zich aan de rand van het Centraal Massief bevinden en die niet altijd tot het Centraal Massief gerekend worden: Morvan, Mâconnais en Beaujolais.
Daarnaast bestaat het Centraal Massief ook uit verschillende gebieden met uitgestrekte plateaus zoals de Aubrac en de Grands Causses in het zuidwesten. Midden in het Centraal Massief liggen de vlaktes van Limagne en de Livradois. In het uiterste westen liggen de causses van Quercy.

### Hoogste bergen
Enkele van de hoogste bergen zijn:
- Puy de Sancy (Monts Dore, 1886 m)
- Plomb du Cantal (Cantal, 1855 m)
- Puy Mary (Cantal, 1783 m)
- Mont Lozère (Cevennen, 1702 m), de hoogste niet-vulkanische berg
- Pierre-sur-Haute (Monts du Forez, 1634 m)
- Mont Aigoual (Cevennen, 1565 m)
- Puy de Dôme (Monts Dôme, 1464 m), nabij Clermont-Ferrand

### Hydrografie
Het massief wordt doorsneden door enkele rivieren, waarvan aan de westzijde de Loire, Allier, Dordogne, Lot, Aveyron en Tarn de belangrijkste zijn. Aan de oostelijke zijde zijn het voornamelijk de Eyrieux, Ardèche, Cèze, Gard en Hérault die de regio draineren.
Tussen Lyon en Avignon, vormt de Rhône de grens tussen het oosten van het Centraal Massief, en het westen van de Alpen.
De waterscheiding tussen de Atlantische Oceaan en de Middellandse Zee loopt door de oostelijke en zuidelijke delen van het Centraal Massief en passeert onder meer volgende passen en bergen:
- net ten oosten van het stadscentrum van Saint-Étienne
- Col du Grand Bois (1134 m)
- Col du Tracol (1023 m)
- Saint-Bonnet-le-Froid (1115 m)
- D120 tussen Saint-Agrève en Le Chambon-sur-Lignon (1030 m)
- Col de la Chavade (1266 m)
- Col du Bez (1229 m)
- Col de Pratazanier (1225 m)
- Le Pradillou (1053 m)
- Chasseradès (1168 m)
- le Moure de la Gardille (1503 m)
- Causse de Montbel (1212 m)
- Col du Goulet (1459 m)
- Col de Tribes (1131 m)
- Col de Finiels (1541 m)
- Col de la Croix de Berthel (1088 m)
- Col de Jalcreste (833 m)
- le Plan du Fontmort (896 m)
- Tunnel du Marquairès (960 m)
- Col Salidès (1014 m)
- Mont Aigoual (1565 m)
- Col de Prat-Peyrot (1380 m)
- Col de Serreyrède (1299 m)
- Col du Minier (1264 m)
- Servières, le Caylar (autosnelweg A75) (770 m)
- Col de Notre-Dame (664 m)
- Col du Coustel (881 m)
- Col de Fontfroide (972 m)
- Col du Cabarétou (936 m)
- Col des Thérondels (934 m)
- Col de la Fenille (459 m)
- Col des Usclats (573 m)
- Col de Balagou (713 m)
- Col de Serières (678 m)
- Col de Salettes (886 m)
- Col del Tap (1137 m)
- Col de la Prade (781 m)
- D118 ten zuiden van Mazamet (803 m)

### Klimaat
Het gebied heeft een semi-landklimaat. De winters zijn over het algemeen koud, maar de lente begint er vroeg en 's zomers kan het overdag heet worden. Door de invloed van de bergen kan het weer per regio sterk verschillen. Neerslag is er door het jaar heen zonder uitgesproken natte of droge seizoenen.

## Natuurparken
In het Centraal Massief ligt één nationaal natuurpark en acht regionale natuurparken (PNR). Het Nationaal park Cevennen werd opgericht in 1970 en omvat het zuidwestelijke deel van het massief van de Cevennen en een klein deel van de Grands Causses.
- PNR de Millevaches en Limousin
- PNR des Volcans d’Auvergne: een van de oudste en grootste regionale natuurparken (opgericht in 1977).
- PNR Livradois-Forez: bergen en vlakte van de Livradois en de Monts du Forez (ten westen van de Forez)
- PNR du Pilat: ten oosten van Saint-Étienne
- PNR des Monts d'Ardèche: het noordoosten van de Cevennen en het zuiden van de Monts du Vivarais
- PNR des Causses du Quercy
- PNR des Grands Causses met onder meer de uitgestrekte Causse du Larzac
- PNR du Haut-Languedoc: in het meest zuidelijke deel van het Centraal Massief

## Galerij

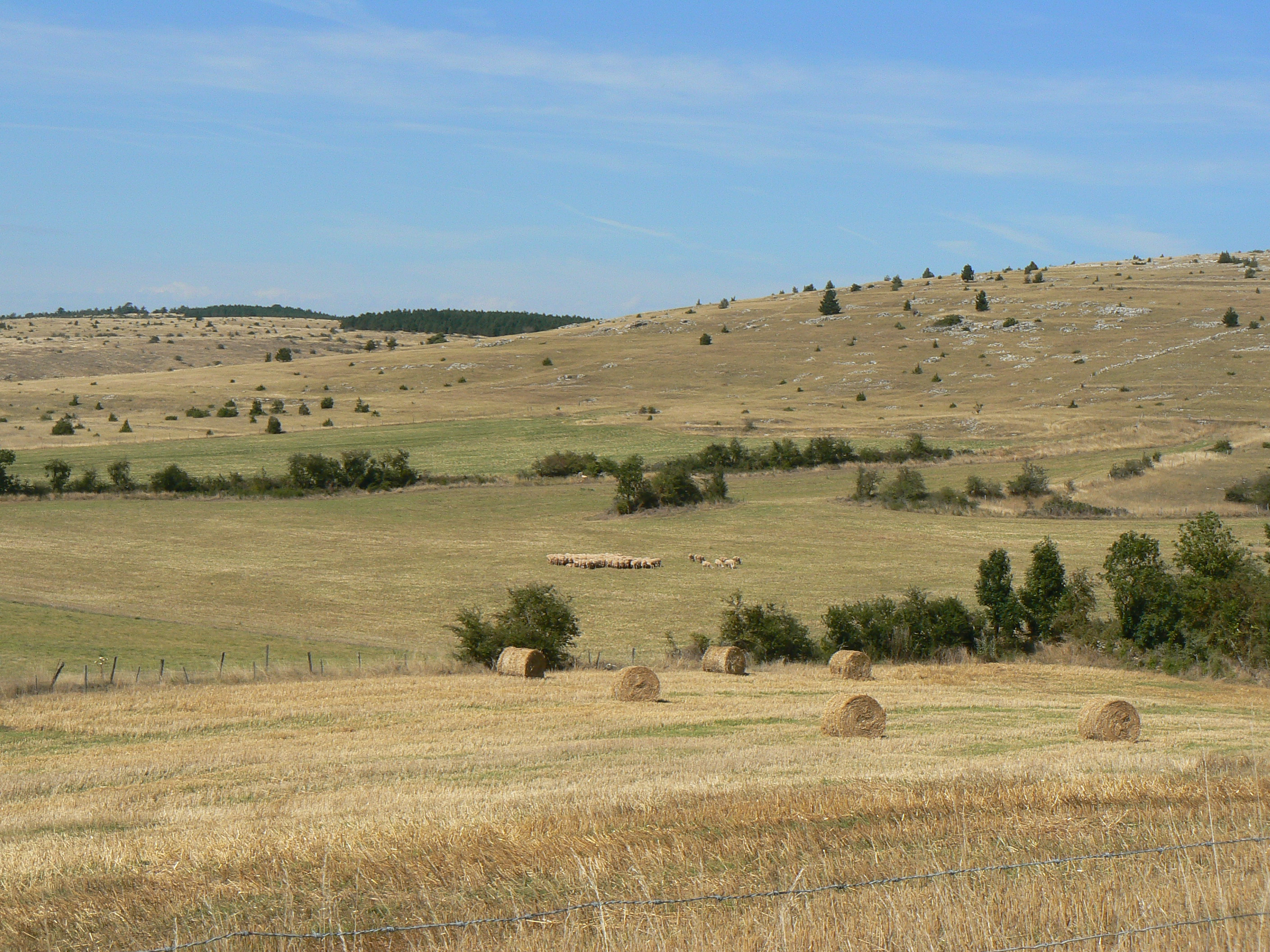
Causse de Sauveterre
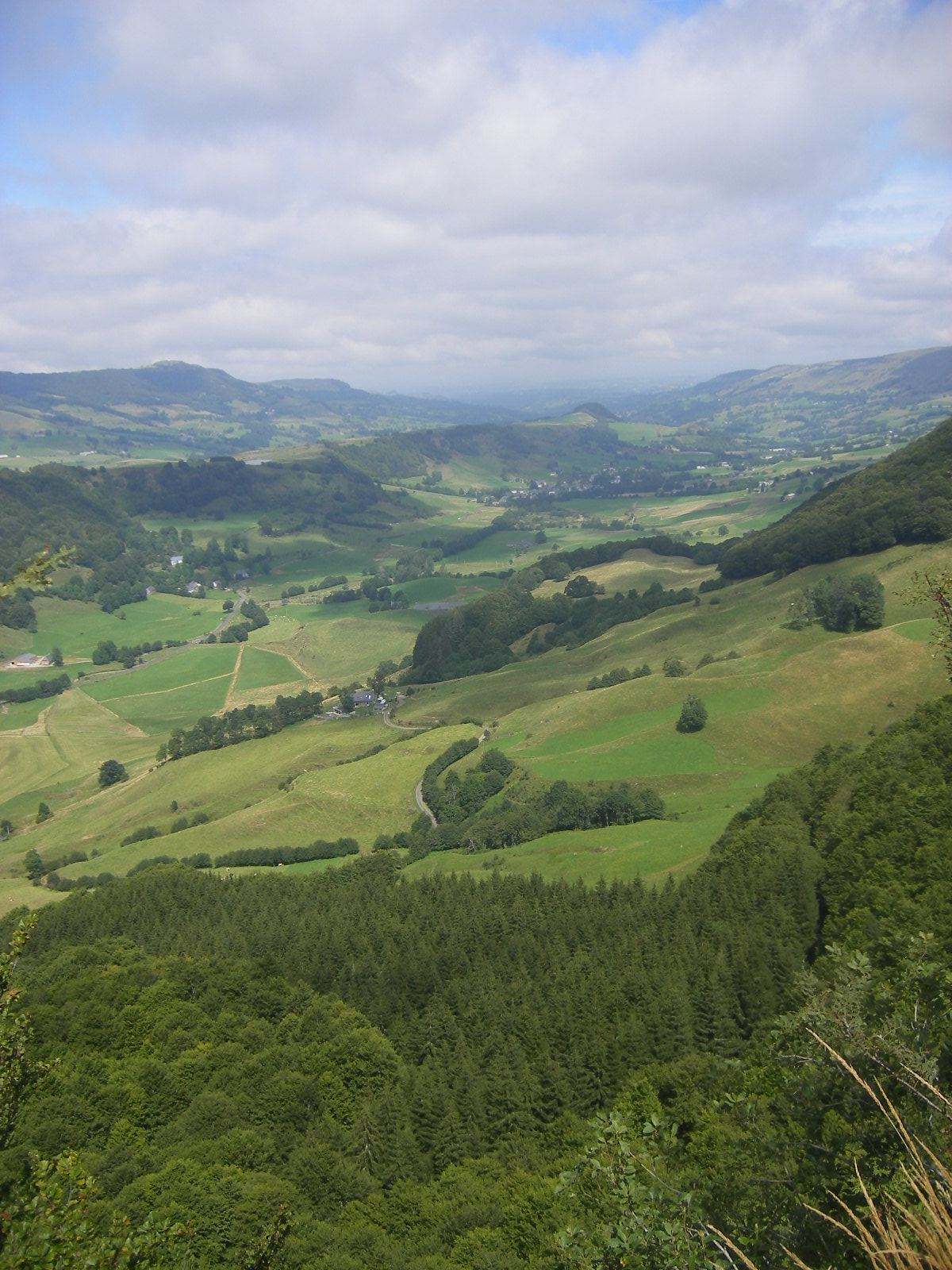
Bossen en weiden in het departement Cantal
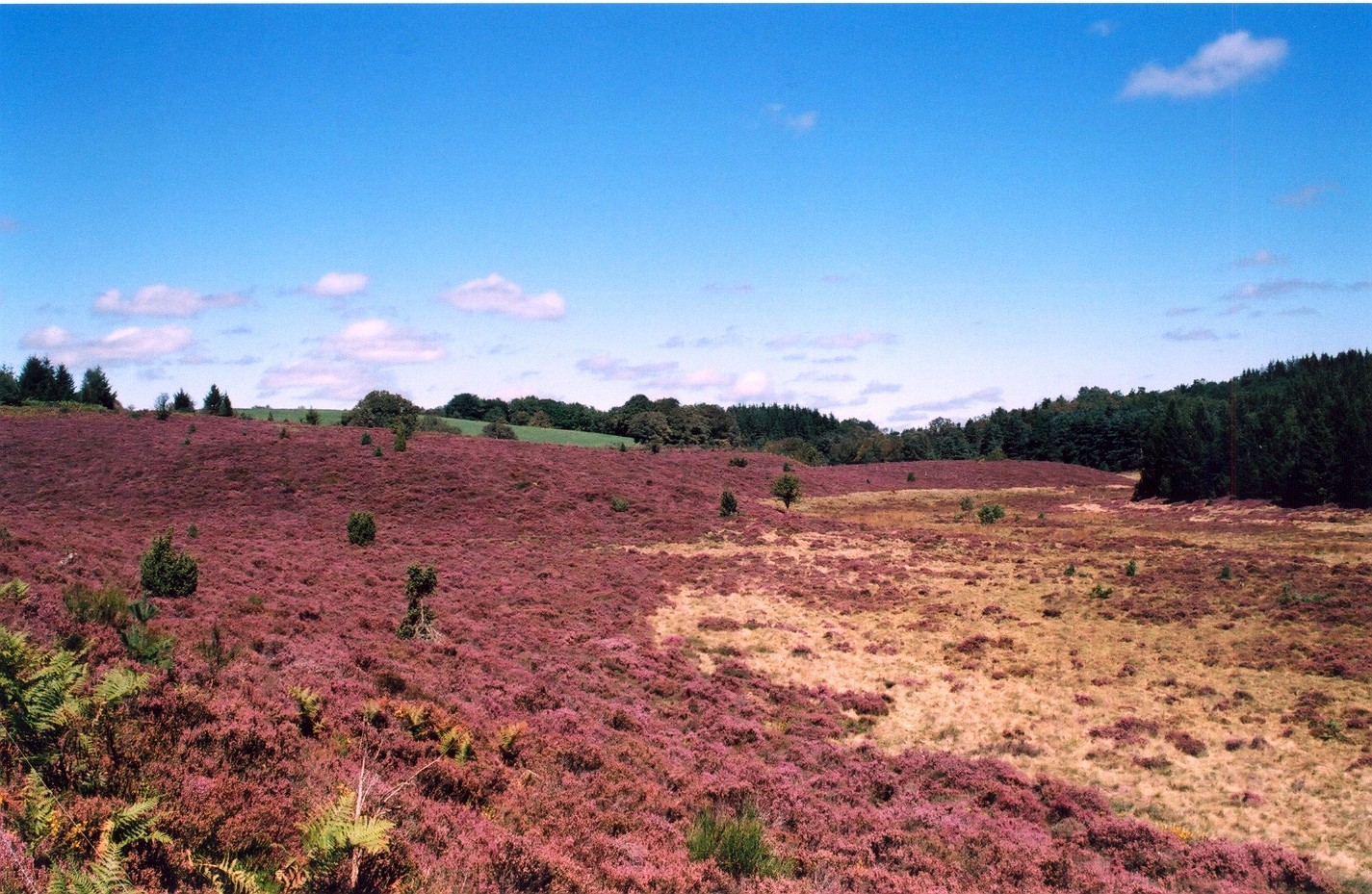
Heidelandschap in het departement Corrèze
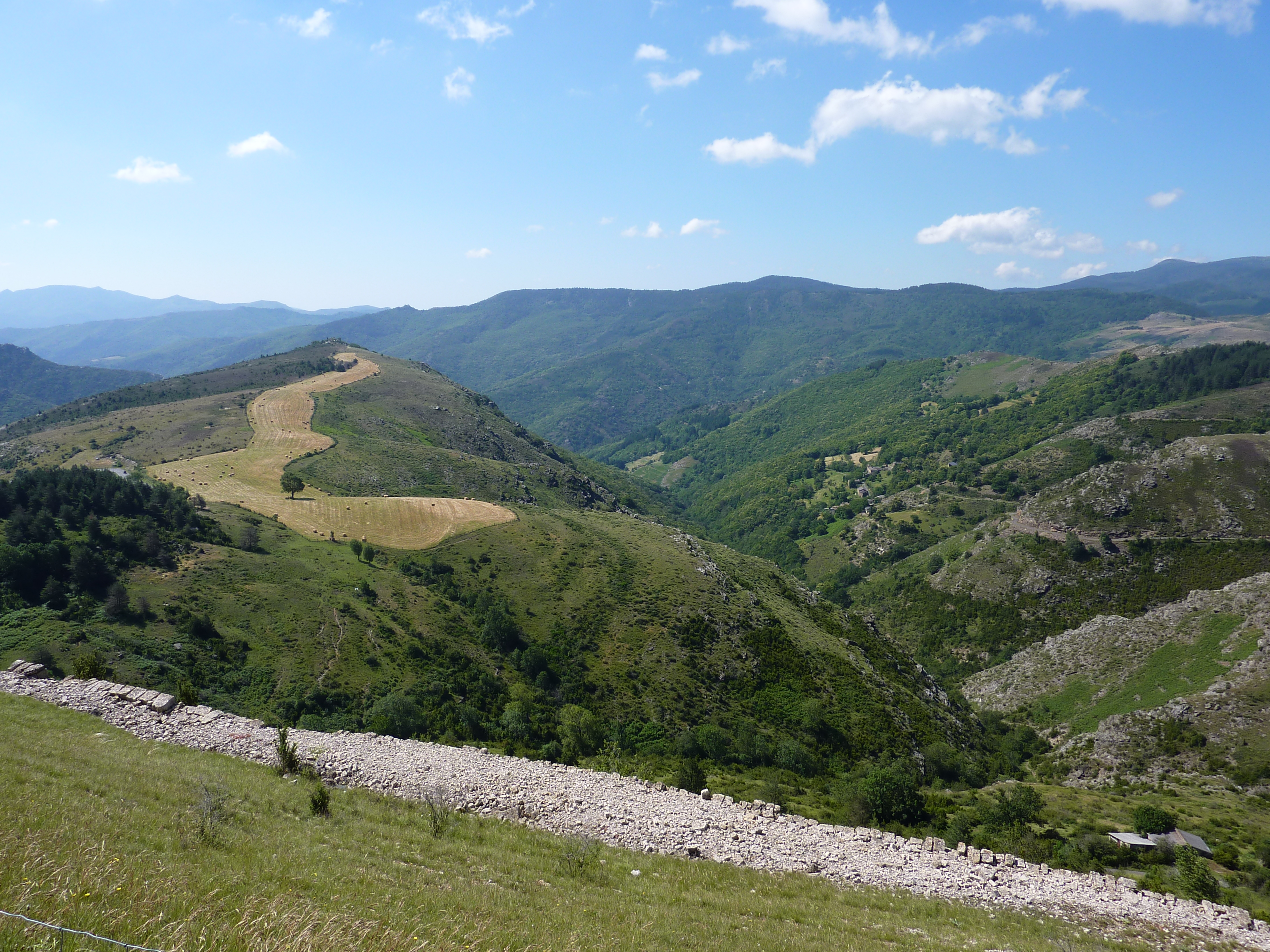
Zicht op de Cevennen vanaf de Corniche des Cévennes (Col des Faisses)
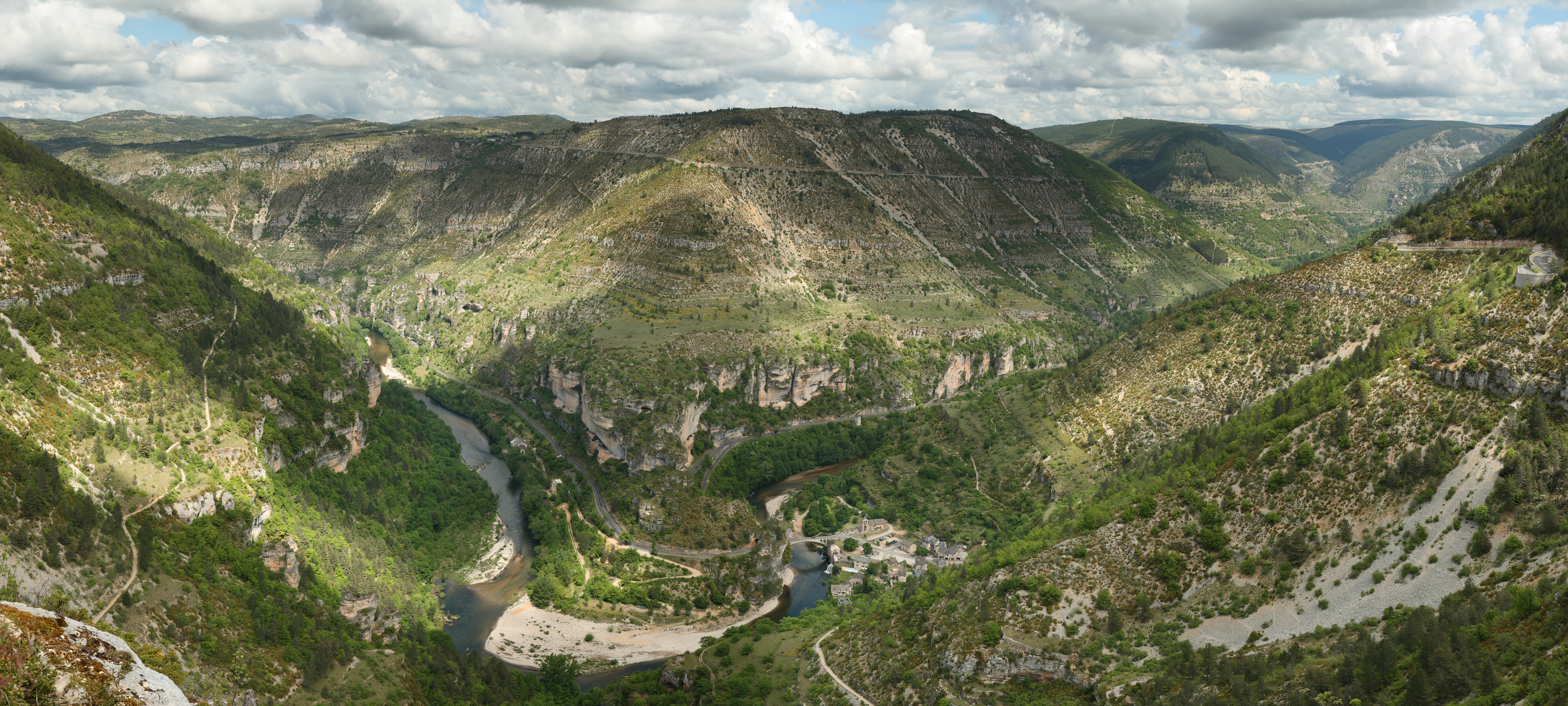
De kloof van de Tarn bij Saint-Chély-du-Tarn